# Faro de Punta del Torco de Afuera
El faro de Punta del Torco de Afuera o faro de Suances se encuentra ubicado en la villa cántabra de Suances (España), junto a la desembocadura de la ría de San Martín de la Arena.

## Edificio

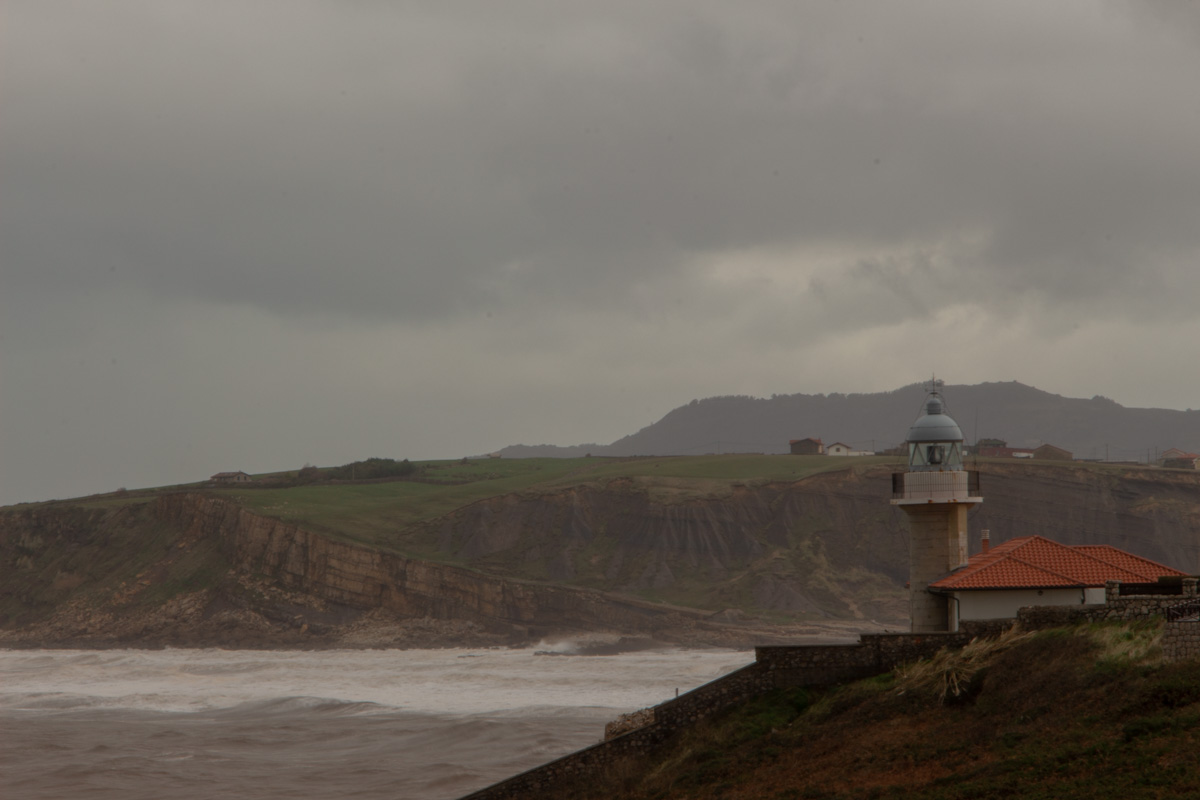
Faro de Suances en un día nublado y con un gran oleaje.

Debido al peligro que entrañaba entrar a puerto, se incluyó en el Primer Plan de Alumbrado en 1861. Entró en funcionamiento dos años más tarde, en 1863. El faro fue construido a la entrada del puerto, en el mismo lugar donde se encontraba la batería de San Martín de la Arena, fortificación medieval que defendía Suances de incursiones enemigas.
El edificio consta de una torre blanca truncada que deja el plano focal a 9,35 metros de altura sobre el suelo, y a 35 metros sobre el nivel del mar. Junto a la torre se encuentra una vivienda rectangular de una única planta, antigua residencia del farero.

## Iluminación
Este faro comenzó utilizando un sistema de iluminación basado en lámpara de aceite. Posteriormente fue cambiado por una lámpara de mecha y una lente Fresnel, lo que permitió ampliar su visibilidad. El 5 de septiembre de 1929 se enciende por primera vez un alumbrado eléctrico. En 1989 se aplica la mejora más importante, ya que se cambia la linterna existente por una de 2,25 metros de diámetro y un sistema giratorio de paneles y lámparas de haz sellado.
La luz emitida es blanca, con una apariencia de 1+2 destellos cada 24 segundos, repartidos de la siguiente forma: 0,6+4,8+0,6+2,4+0,6+15. El alcance de la lámpara es de 22 millas náuticas.